# Henrik I av Bayern
Henrik I av Bayern, född 919/922 i Nordhausen, död 1 november 955 i Pöhlde, var hertig av Bayern och bror till den tysk-romerske kejsaren Otto I. Han var son till den tyske kungen Henrik I och Matilda av Sachsen.
Två år efter att hans bror Otto I hade bestigit den tyska tronen deltog Henrik I i en konspiration mot honom i förhoppningen att själv kunna bli kung. År 939 blev Henrik slagen vid Birten och var tvungen att lämna det tysk-romerska riket. Han flydde till Frankrike, men underkastade sig efter att Ludvig IV av Frankrike hade slutit fred med Otto I. Påsken 941 försökte han mörda Otto i Quedlinburg men planerna avslöjades. Henrik fängslades men benådades vid jul 941.
År 948 förlänades han hertigdömet Bayern som han utvidgade med markgrevskapen Verona och Aquileia 952. År 952 bröt Liudolfs och Konrad av Lothringens uppror ut som efterhand inriktade sig mot Henrik. År 954 bröt upproret samman. 
Henrik I dog den 1 november 955 i klostret Pöhlde och fick sin sista vila i klostret Niedermünster i Regensburg.
Henrik I var gift med Judit av Bayern och hade tre barn med henne:
- Gerberga, född cirka 940, död 1001, abbedissa
- Henrik II av Bayern, född 951, död 995
- Hadwig, född cirka 939, död 994, gift med Burkhard III av Schwaben